# Platina
Platina (chemická značka Pt, latinsky platinum) je velmi těžký a chemicky mimořádně odolný drahý kov stříbřitě bílé barvy.

## Základní fyzikálně-chemické vlastnosti
Ušlechtilý, odolný, kujný a tažný kov, elektricky i tepelně středně dobře vodivý. V přírodě se vyskytuje zejména ryzí.
Název platina vznikl jako zdrobnělina ze španělského slova plata (stříbro), do češtiny ho lze přeložit jako stříbříčko.
Je rozpustná v lučavce královské a pomalu se rozpouští i v kyselině chlorovodíkové za přítomnosti vzdušného kyslíku nebo peroxidu vodíku. Společně s osmiem a iridiem patří k prvkům s největší známou hustotou.

Zajímavá je schopnost platiny pohlcovat značné objemy plynného vodíku. Platina vykazuje také značné katalytické vlastnosti, a to jak ve sloučeninách, tak ve formě kovu.

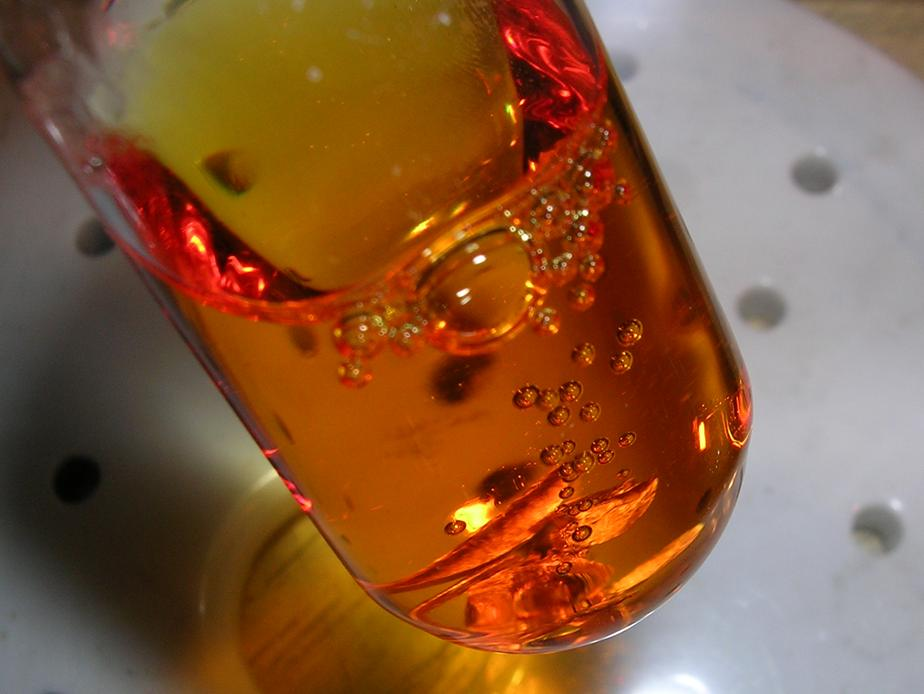
Čistý platinový drát (99,95 %) je rozpustný v lučavce královské.
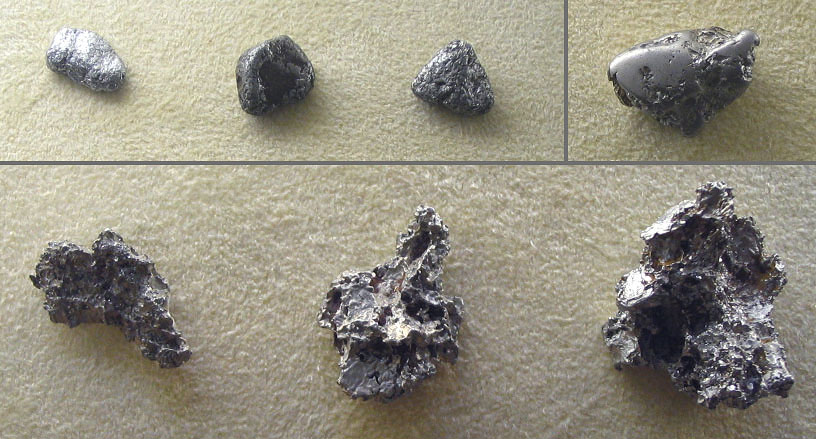
Platinové nugety

## Využití
Vzhledem ke svým mechanickým vlastnostem a chemické odolnosti jsou platina a především její slitiny s rhodiem a iridiem používány na výrobu odolného chemického nádobí pro rozklady vzorků tavením nebo spalováním za vysokých teplot. Ve sklářském průmyslu je základním materiálem speciálních pecí na výrobu optických vláken.
V chemickém průmyslu jsou platina a především její sloučeniny využívány jako všestranný katalyzátor v řadě organických syntéz. Katalytických vlastností jemně rozptýlené kovové platiny se využívá i v autokatalyzátorech, které slouží k odstranění nežádoucích látek z výfukových plynů.
Ve farmaceutickém průmyslu jsou komplexní sloučeniny cis-platiny základem velmi účinných cytostatik, tedy látek potlačujících rakovinné bujení.
Značně velkých objemů dosahuje výroba termočlánků pro přesné měření vysokých teplot na bázi slitin platiny s rhodiem. Hlavní využití těchto typů termočlánků je ve sklářském a hutnickém průmyslu. Také se používá v odporových snímačích teploty.
V omezené míře se platina používá zejména k výrobě šperků a k pokovování méně ušlechtilých kovů. Je také součástí některých dentálních slitin především ve spojení s moderními keramickými materiály.

## Mineralogie
Platina se v přírodě vyskytuje prakticky pouze ve formě ryzího kovu, i když téměř vždy jsou v menší míře přítomny i další platinové kovy jako rhodium, palladium nebo iridium. Její zastoupení v zemské kůře je velmi malé, odhaduje se, že její průměrný výskyt činí 0,005–0,01 ppm (mg/kg). Koncentrace v mořské vodě je natolik nízká, že ji nelze současnými analytickými metodami spolehlivě změřit.
Nejbohatší světová naleziště jsou v jižní Africe, kde se v některých hlubinných dolech v Jihoafrické republice těží až ve čtyřkilometrové hloubce. Existují zde však i naleziště, kde se hornina s jemně rozptýlenými částečkami kovu těží povrchově.
Dalšími lokalitami s výskytem platiny je Sibiř a Ural, kde se vzácně nachází platina i ve formě nugetů o váze i několik desítek gramů. Dalších několik nalezišť se nachází v Severní Americe v Kanadě i USA.
Rudy ve většině využívaných nalezišť vykazují kovnatost 5–20 g/t. Obvyklým způsobem zkoncentrování drahých kovů je flotace po jemném namletí vytěžené horniny.

## Platidlo
Platina je sice drahým kovem, kujným, vhodným pro ražbu, ale mince z něj ražené se nestaly moc oblíbené pro běžné použití. V současné době se používají platinové mince spíše jako sběratelské, či investiční mince. První platinové mince se razily pravděpodobně v Rusku. Ze sběratelského hlediska jsou staré platinové mince velmi vzácné.
XPT je kód 1 trojské unce platiny jako platidla podle standardu ISO 4217.